# 1401 w literaturze
Wydarzenia literackie w 1401 roku.

## Urodzili się
- Mikołaj z Kuzy, teolog